# Paepalanthus catharinae
Paepalanthus catharinae är en gräsväxtart som beskrevs av Wilhelm Willy Otto Eugen Ruhland. Paepalanthus catharinae ingår i släktet Paepalanthus och familjen Eriocaulaceae.

## Underarter
Arten delas in i följande underarter:
- P. c. catharinae
- P. c. hatschbachii